# SulAmérica Seguros
A SulAmérica Seguros é o maior grupo segurador independente do Brasil, com uma rede de distribuição de mais de 30 mil corretores independentes. Fundada em 1895, a companhia possui cerca de 5,3 mil funcionários e atua em várias linhas de seguros, como saúde e odontológico, automóveis e outros ramos elementares, vida, além de outros segmentos, como previdência privada, investimentos e capitalização. A SulAmérica tem mais de 7 milhões de clientes, de pessoas físicas a grandes empresas, em todo o país. A companhia, que em 2015 registrou receitas totais de R$ 17,4 bilhões, conta com 70,6% de suas ações em circulação no mercado.

## História

### O século XIX
A história do grupo começou com a fundação da Sul América Companhia Nacional de Seguros de Vida, em dezembro de 1895, pelo empreendedor D. Joaquim Sanchez de Larragoiti, que operava no segmento de vida no mercado brasileiro.

### A República Velha
No início do século XX, com a fundação em 1913 da Companhia de Seguros Terrestres e Marítimos e de Acidentes (posteriormente denominada como Anglo Sul Americana, Sociedade de Seguros e Resseguros Terrestres e Marítimo), a companhia iniciou a sua atuação nos ramos de seguros terrestres e marítimos em onze capitais brasileiras.
Em 1918, a empresa lançou o Seguro de Sócios, Patrões e Empregados, o primeiro produto de seguro de vida em grupo no mercado brasileiro e, na década de 1920, a companhia passou a oferecer outros produtos como os Seguros de Automóveis, de Acidentes Pessoais e o Sistema de Capitalização.
Dois anos depois, em 1920, foi lançada a revista SulAmérica, que era um meio de comunicação da Companhia com seus segurados. Seu editorial abordava literatura, ciência, humor e outros.
Em 1925, a SulAmérica inaugurou seu novo edifício-sede, no centro do Rio de Janeiro.
Entrando no segmento de automóveis, a SulAmérica pagou seu primeiro sinistro em 1929.

#### Da década de 1940 à de 1980
Em 1949, a SulAmérica promoveu uma exposição de arte moderna realizada com a inauguração do prédio de sua filial no Rio de Janeiro. A exposição foi considerada a maior exposição de arte da época no país.
Na década de 1950, a empresa construiu o Hospital Larragoiti (1951), que depois passou a ser chamado de Hospital da Lagoa.
Em 1969, a SulAmérica Companhia Nacional de Seguros (Salic) abriu seu capital e passou a ter suas ações negociadas na Bolsa de Valores do Rio de Janeiro.
Um ano depois, em 1970, a SulAmérica iniciou suas operações de saúde por meio dos planos de pós pagamento (Administrative Services Only).
Com a ampliação de serviços em 1987, a SulAmérica deu início às operações de previdência privada (SulAmérica Previdência Privada S.A.).

#### A década de 1990
Em 1995, a SulAmérica assumiu a liderança do mercado brasileiro de seguro saúde. A parceria com o Banco do Brasil conduziu à criação das empresas BrasilCap (planos de Capitalização), BrasilSaúde (Seguro Saúde) e BrasilVeículos (Seguro de Veículos). No mesmo ano, a companhia comemorou 100 anos de existência e se tornou líder no mercado nacional de seguro saúde.
Em 1996, ocorreu a fundação da Sul América Gestão de Ativos (atual Sul América Investimentos), com atuação na administração de recursos de terceiros. Neste mesmo ano, foram adquiridas as Seguradoras Santa Cruz Seguros S.A. e Itatiaia Seguros S.A., do Grupo Arbi.
Um ano depois, em 1997, a SulAmérica constitui uma joint-venture com a empresa americana Aetna Inc., líder no segmento de Seguro Saúde em seu país, fundando a Sul América Aetna, que focava nos segmentos de Seguros de Saúde, Vida e Previdência Privada.

### O século XXI
No ano de 2001, a SulAmérica firmou parceria com o ING Group, um grupo financeiro holandês.
Em 2004, a parceria com o ING resultou no lançamento do SulAmérica Previdência Empresa Simplificado, um produto voltado para as micro, pequena e média empresas.
No ano seguinte, 2005, foi inaugurado em São Paulo o primeiro Centro Automotivo de Super Atendimento (C.A.S.A.), que prestava serviços no segmento de seguros de automóveis.
Em 2006, a SulAmérica assinou um acordo com a Axa Corporate Solutions, empresa francesa que atua no ramo de grandes corporações em toda a Europa. A partir dessa parceria, o Grupo SulAmérica passou vender seus produtos aos clientes internacionais da Axa no Brasil.
Através do seu IPO, a empresa captou R$775 milhões em 2007. No mesmo ano, iniciou sua atuação como companhia de capital aberto com a divulgação de seus valores mobiliários. A atuação se deu no segmento destinado à negociação de ações de empresas que se comprometem voluntariamente a adotar práticas de boa governança corporativa, seguindo as exigências de divulgação de informações.
Em 2008, a empresa fechou uma parceria com a BV Financeira, voltada para a venda de seguros de carro.
Em 2010, Thomaz Cabral de Menezes assumiu o cargo de presidente.
Com a compra da DentalPLAN em 2011, a SulAmérica ampliou o seu segmento de saúde e odontologia. No mesmo ano, a SulAmérica criou uma superintendência de Sustentabilidade Empresarial com liderança de Adriana Boscov, que já atuava no setor.
Em 2013, a família Larragoiti passou a ser a única acionista da Sulasapar, comprando parte da participação do grupo holandês ING. No mesmo ano, após a saída de Menezes, o conselho de administração elegeu Gabriel Portella Fagundes Filho como o novo presidente. Patrick Larragoiti passou a ocupar a função de Presidente do Conselho Administratio. No final de 2013, a Sulamérica lançou sua nova identidade visual. A logomarca, criada pela agência Grey Brasil, foi apresentada ao público no ano seguinte e marcou uma nova fase da seguradora.
Em 2014, a SulAmérica foi citada entre as empresas com melhor atendimento ao cliente, segundo pesquisa realizada pelo Instituto Brasileiro de Relacionamento ao Cliente (IBRC) em parceria com a revista Exame.
A SulAmérica integrou pela sexta vez consecutiva o Índice de Sustentabilidade Empresarial (ISE) da B3 em 2015. O ISE é um índice de boas práticas de sustentabilidade no ramo empresarial, criado em 2005. No mesmo ano, a empresa concluiu uma nova joint venture com a empresa americana Healthways, que atua com serviços de saúde e bem-estar. O objetivo da parceria era fomentar o setor de saúde no Brasil. Ainda em 2015, mudou de endereço em São Paulo e o evento de inauguração teve a presença do Governador de São Paulo. No final do ano, comemorou os 120 anos da companhia.
Em 2016, a companhia divulgou suas demonstrações financeiras reportando lucro líquido de R$ 734,3 milhões em 2015, com ganho de 32,2% no ano.
Em 2019, a SulAmérica vendeu sua carteira de clientes do seguro automotivo para Allianz por R$ 3 bilhões.
Em 2021, celebrou contrato com a Sompo Seguros para adquirir a Sompo Saúde Seguros através da Sul América Companhia de Seguro Saúde por R$230 milhões.
Em 2022, fez uma associação com a Rede D'Or São Luiz, que criou a maior empresa de saúde do Brasil.

## Rádios

### Rádio SulAmérica Paradiso
A Rádio SulAmérica Paradiso (nominada inicialmente por Paradiso FM) é uma emissora de rádio brasileira do Rio de Janeiro. Opera na frequência 95,7 MHz em FM.
A rádio surgiu da parceria entre o Grupo Dial Brasil e a SulAmérica, em 2009. Sua programação inclui informações acerca do trânsito do Rio de Janeiro, bem-estar, saúde, mercado financeiro, esportes, cotidiano e participação dos ouvintes sobre a situação do trânsito em tempo real.

### Rádio SulAmérica Trânsito
A Rádio SulAmérica Trânsito foi uma estação de rádio brasileira da cidade de São Paulo especializada em prestar serviços de trânsito.  A rádio foi criada com a parceria entre o Grupo SulAmérica e o Grupo Bandeirantes de Comunicação. Operava na frequência 92.1 MHz FM.
A programação era composta por boletins de trânsito ao vivo das ruas de São Paulo com indicação de rotas alternativas e participação dos ouvintes através das redes sociais e telefone. Durante a madrugada, apresentava programação musical.
A parceria da empresa com o Grupo Bandeirantes foi encerrada em 1 de julho de 2016, fazendo com que a emissora passasse a se chamar Rádio Trânsito.

## Prêmios
- 2015 - Top of Quality Brazil na categoria Seguros, Previdência e Capitalização, da Revista Best Business[43]
- 2014 - Prêmio Visão nas categorias de Melhor Seguro Transportes do Mercado, Seguro Auto, Seguro Previdência e Seguro Odontológico[44]
- 2014 - Top of Quality Brazil, categoria Seguros[43]
- 2013 - Prêmio Aberje, na categoria Mídia Audiovisual[45]
- 2013 - Prêmio Consumidor Moderno, da revista Consumidor Moderno[19]
- 2012 - Top of Quality Brazil, categoria Seguros[46]
- 2012 - Prêmio As Melhores Companhias para os Acionistas, da Revista Capital Aberto[47]
- 2011 - Prêmio As Melhores Companhias para Acionistas, da Revista Capital Aberto[48]
- 2011 - Prêmio Empresa de Marketing do ano, segmento Seguros, da Revista Marketing[49]
- 2004 - 3º Marketing Best de Responsabilidade Social, da editora Referência e Madia Mundo Marketing[26]

## Projetos Sociais
- Projeto praças da paz: a SulAmérica e o Instituto Sou da Paz para criaram o Praças da Paz SulAmérica, um projeto de revitalização participativa de praças públicas da periferia de São Paulo.[50]

- Coleta seletiva de lixo: desde de 2004, as unidades da SulAmérica do Rio de Janeiro e São Paulo têm um sistema de coleta seletiva e de reciclagem de materiais e, a partir de 2006, o mesmo sistema foi implantado em todas as sucursais da empresa. O programa tem por objetivo contribuir para a preservação ambiental e beneficiar comunidades carentes.[51]

- Comitê solidário: o Comitê Solidário é formado por 185 membros que se inscreveram para contribuir com novas ideias, sugestões e propostas, além de incentivar a participação dos funcionários de sua unidade. O Comitê Solidário beneficiou mais de 200 instituições sociais e cerca de 10 mil pessoas em todo o Brasil.[52]

- Campanha de doação de sangue: campanha realizada uma vez ao ano em todo o Brasil. Em 2007, cerca de 1000 funcionários aderiram à campanha. 700 bolsas de sangue foram doadas para Bancos de Sangue de 16 estados.[53]

- Campanha de doação de medula óssea: a campanha objetivou  contribuir com o REDOME (Registro de Doadores de Medula Óssea), aumentando as chances de vida de quem precisa de um doador. A ação foi realizada em outubro de 2007, no Rio de Janeiro, onde 380 funcionários se cadastraram como doadores voluntários.[54]

- Campanha de doação de brinquedos: a campanha acontece sempre no mês de setembro e os brinquedos são distribuídos até o Dia das Crianças. Todas as doações são realizadas pelos funcionários, que contribuem doando itens novos ou usados. De 2005 a 2007, foram arrecadados 20 mil unidades de brinquedos e livros infantis, beneficiando 123 instituições em todo o Brasil.[55]

- Programa de saúde ocular: programa voltado para crianças e adolescentes que realizou a doação de óculos de grau a portadores de deficiências visuais. 106 mil crianças foram atendidas nas cidades de Salvador, Rio de Janeiro, São Paulo, Recife, Brasília e Belo Horizonte.[55]

- Campanha de combate à dengue: com o objetivo de orientar seus funcionários a prevenir a doença, principalmente em período de maior propagação do mosquito, a SulAmérica divulga em sua intranet matérias sobre os perigos da dengue, além de distribuir folders do Ministério da Saúde.[56]

## Ligações Externas
- Site SulAmérica
- Facebook
- Twitter
- Linkedin
- Site SulAmérica Paradiso
- Site SulAmérica Trânsito